# Монтегю, Эдвард, 8-й граф Сэндвич
Эдвард Джордж Генри Монтегю, 8-й граф Сэндвич (англ. Edward George Henry Montagu, 8th Earl of Sandwich; 13 июля 1839 — 26 июня 1916) — британский пэр, консервативный политик и писатель. Он носил титул учтивости — виконт Хинчингбрук с 1839 по 1884 год.

## Биография
Родился 13 июля 1839 года. Старший сын Джона Уильяма Монтегю, 7-го графа Сэндвича (1811—1884), и его жены леди Мэри Пэджет (1812—1859). Его дедом по материнской линии был фельдмаршал Генри Пэджет, 1-й маркиз Англси (1768—1854). Он получил образование в Итонском колледже.
В 1858 году виконт Хинчингбрук посетил со специальной миссией Стамбул, в в 1875 году он был со специальной миссией в Марокко.
Он заседал в Палате общин Великобритании от Хантингдона (1876—1884).
3 марта 1884 года после смерти своего отца Эдвард Монтегю унаследовал титулы 8-го графа Сэндвича (Пэрство Англии), 8-го виконта Хинчингбрука в графстве Хантингдоншир (Пэрство Англии) и 8-го барона Монтегю из Сент-Неотса в графстве Хантингдоншир (Пэрство Англии), став членом Палаты лордов Великобритании.
Лорд Сэндвич был полковником ополчения Хантингдоншира и служил лордом-лейтенантом Хантингдоншира с 1891 по 1916 год. Он был председателем Совета графства Хандингдоншир, а также мэром Хантингдона (1896—1898) и мировым судьей графства Дорсет.
Рыцарь-командор Королевского Викторианского ордена, кавалер Ордена Святого Иоанна Иерусалимского в декабре 1901 года.
Лорд Сэндвич умер неженатым в июне 1916 года в возрасте 76 лет, и титул графа унаследовал его племянник Джордж Чарльз Монтегю.

## Работы
Лорд Сэндвич был автором пяти книг:
- Diary in Ceylon & India, 1878-9. 1879
- Hinchingbrooke. 1910
- My Experiences in Spiritual Healing. 1915
- Memoirs 1919
- Memoirs of Edward, Earl of Sandwich, 1839—1916, Ed. 1919 (в соавторстве с Беатрис Эрскин, «Миссис Стюарт Эрскин»).